# 伯里克利葬礼演说

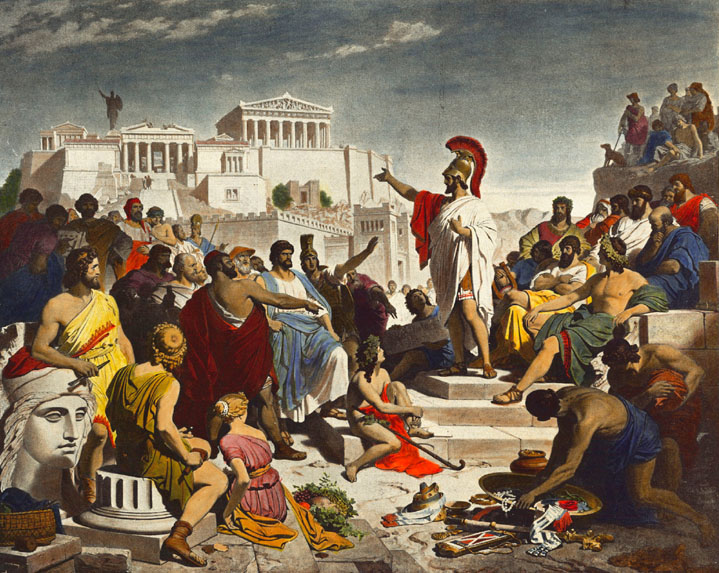
伯里克利葬礼演说，1852年繪製

伯里克利葬礼演说（古希臘語：Περικλέους Επιτάφιος）是修昔底德《伯罗奔尼撒战争史》中的一篇演讲。这篇演讲由雅典政治家伯里克利在伯罗奔尼撒战争爆發後的第一年年底发表，可能为公元前431年，葬禮演說是每年为战死者举行的公开葬礼的一部分。伯里克利表示：
我们的國體不因袭邻邦的法律，我们与其说是效仿者不如说是他邦的模范。具体说来，權力不是被少數人、而是被所有人民所掌握。这就是民主。當私人糾紛產生時，所有人在法律面前一律平等。在公共地位方面，都以每个人的所长而不是他所属的党团来获得名誉。如果一个人有德有才，只要他能服务大众，那么因地位卑微而造成的贫困便不会成为他的绊脚石。我们的政治生活是自由的，在个人喜好方面，我们不会因为别人有其所好而起嫉妒之心。尽管无害，我们不会表现出一副令人不快的歧视之貌。同时，我们在个人生活中相处融洽，在公共生活中，我们必须诚惶诚恐地戒除我们的过犯。我们总是遵从在职官员及法律，且尤其遵守那些保护弱者的法律及给予反乱者明确羞辱的不成文习俗。

## 名句
|  | 幸福的秘密是自由，自由的秘密是勇敢。 |